# François Gibens
François Gibens est un gymnaste belge né en 1896 et mort en 1961.

## Carrière
Il fait partie de l'équipe de Belgique qui remporte la médaille d'argent au concours général par équipes aux Jeux olympiques d'été de 1920 se tenant à Anvers.